# اچ‌ام‌اس دریدنوت (۱۶۵۴)
اچ‌ام‌اس دریدنوت (۱۶۵۴) (به انگلیسی: HMS Dreadnought (1654)) یک کشتی بود که طول آن ۱۱۶ فوت ۸ اینچ (۳۵٫۶ متر) بود.